# Coulommes-et-Marqueny
Coulommes-et-Marqueny är en kommun i departementet Ardennes i regionen Grand Est (tidigare regionen Champagne-Ardenne) i nordöstra Frankrike. Kommunen ligger  i kantonen Attigny som ligger i arrondissementet Vouziers. År 2022 hade Coulommes-et-Marqueny 75 invånare.

## Befolkningsutveckling
Antalet invånare i kommunen Coulommes-et-Marqueny
Referens: INSEE

## Galleri

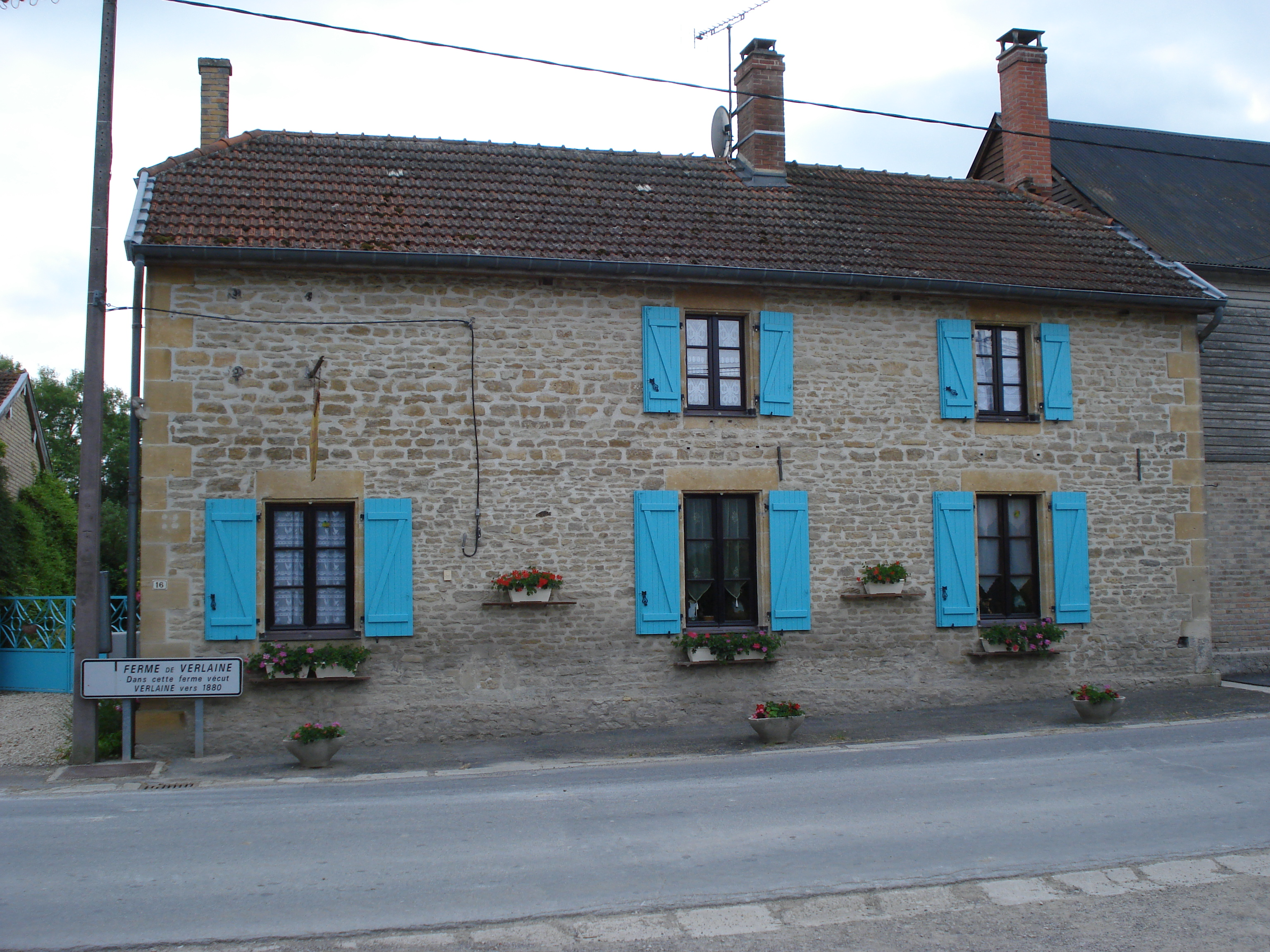